# برودي هوتزلر
ايان برودي هوتزلر (بالإنجليزية: Brody Hutzler) (20 أبريل 1971 - ) ممثل أميركي اشتهر بأعماله التلفزية الطويلة.

## روابط خارجية
- برودي هوتزلر على موقع IMDb (الإنجليزية)
- برودي هوتزلر على موقع ألو سيني (الفرنسية)
- برودي هوتزلر على موقع أول موفي (الإنجليزية)
- برودي هوتزلر على موقع قاعدة بيانات الفيلم (الإنجليزية)
- برودي هوتزلر على موقع كينوبويسك (الروسية)